# Smedby
Smedby è una cittadina della Svezia, sita nel comune di Kalmar nella Contea di Kalmar a 10Km a Ovest dal capoluogo di comune. Quasi tutti gli edifici furono costruiti nel 1960. Nelle vicinanze della città si trova l'aeroporto di Kalmar.